# 방태수
방태수(1992년 4월 15일 ~ )는 대한민국의 스타크래프트 II 프로게이머이다. 길드는 WHITE이며
TRUE , BTS[WHITE]라는 아이디를 사용하며, 종족은 저그이다. 
이전에는 Alone이라는 아이디를 사용하기도 했다.

## 개요
2009년 하반기 드래프트에서 화승 OZ의 4차 지명으로 입단하였다.
2011년 10월 화승 OZ의 해체로 해체 게임단 공개 포스팅으로 SK텔레콤 T1으로 영입되었다.
2012년 11월 1일, 제8프로게임단으로 이적했다. 2013년 7월 제8프로게임단의 스폰서 계약 이후 진에어 그린윙스 소속이 되었다.
2014년 8월 25일 해외 경험을 쌓기 위해 진에어 그린윙스와의 계약을 종료하고 결별, 무소속 신분으로 활동하게 되었다.
2014년 9월 유럽 신생팀 Dead Pixels에 입단했다.
2015년 9월 29일부로 Dead Pixels와 결별, 이후 북미 게임단 PSISTORM Gaming에 입단했다.
미국 지역에서 활동하기 위해 비자를 취득하려 했지만 지연되면서 2016년 초반엔 국내에서 활동했고, 두번째 시즌 GSL의 코드 S 진출에 성공했으나 비슷한 시기에 운동 비자 발급에 성공하면서 미국으로 활동무대를 옮길 예정이다.

## 플레이 스타일
그의 플레이 스타일은 매우 저돌적이며 공격적이다. 폭주기관차라는 별명이 붙은 것 역시 2014 WCS 코리아 시즌 1 핫식스 글로벌 스타크래프트2 리그 코드 A에서 보여준 저글링과 맹독충 플레이에 의해 비롯되었다.

## 주요 상대선수들과의 전적

#### 김준호
방태수의 스타2 성적은 공식전과 비공식전 모두 합해 5승 11패로 좋지 않은데, 이중 2승을 협회 내 최상위수준 프로토스라는 김준호를 상대로 기록중이다.

공식전은 1:0, 비공식전은 2:0으로 앞서고있다.
- 2013년 1월 1일 SK플래닛 스타크래프트 II 프로리그 12-13 1R 4주차 제8게임단 vs CJ 엔투스 4세트 방태수 승
- 2013년 3월 23일 프로리그 응답하라 군단의심장 스페셜매치 8강 달인 vs Cute4 4세트 방태수 승

#### 정명훈
이 둘의 대결은 스타크래프트2 팬들에게 방태수와 정명훈의 이름을 합친 방명록으로 불리고 있다.
공식전 전적에서 현재 방태수가 3:1로 앞서고 있다.
- 2013년 4월 11일 WCS 코리아 2013 시즌 1 망고식스 글로벌 스타크래프트 II 리그 Code S 32강 패자전 1세트 돌개바람 : 방태수 승
- 2013년 4월 11일 WCS 코리아 2013 시즌 1 망고식스 글로벌 스타크래프트 II 리그 Code S 32강 패자전 2세트 우주 정거장 : 정명훈 승
- 2013년 4월 11일 WCS 코리아 2013 시즌 1 망고식스 글로벌 스타크래프트 II 리그 Code S 32강 패자전 3세트 아킬론 황무지 : 방태수 승
- 2014년 1월 20일 SK텔레콤 스타크래프트 II 프로리그 2014 1라운드 진에어 그린윙스 vs SK텔레콤 T1 3세트 우주 정거장 : 방태수 승

#### 주성욱
공식전 전적에서 현재 방태수가 3:1로 앞서고 있다.
- 2014년 6월 13일 WCS 2014 핫식스 GSL 시즌2 Code S 8강 4경기 1세트 알터짐요새 : 주성욱 승
- 2014년 6월 13일 WCS 2014 핫식스 GSL 시즌2 Code S 8강 4경기 2세트 만발의정원 : 방태수 승
- 2014년 6월 13일 WCS 2014 핫식스 GSL 시즌2 Code S 8강 4경기 3세트 세종과학기지 : 방태수 승
- 2014년 6월 13일 WCS 2014 핫식스 GSL 시즌2 Code S 8강 4경기 4세트 프로스트 : 방태수 승

#### 전태양
현재 방태수가 공식전으로 전태양한테 4:0으로 크게 앞서고 있다.
- 2014년 4월 11일 WCS 2014 HOT6ix GSL SEASON2 Code A 48강 I조 최종전 1세트 알터짐요새 : 방태수 승
- 2014년 4월 11일 WCS 2014 HOT6ix GSL SEASON2 Code A 48강 I조 최종전 2세트 회전목마 : 방태수 승
- 2014년 8월 20일 WCS 2014 HOT6ix GSL SEASON3 Code S 32강 G조 1경기 1세트 회전목마 : 방태수 승
- 2014년 8월 20일 WCS 2014 HOT6ix GSL SEASON3 Code S 32강 G조 1경기 2세트 까탈레나 : 방태수 승

## 수상 경력
스타크래프트 II : 프리미어 개인리그 우승 1회, 준우승 1회

### 스타크래프트
- 2009년 7월 제49회 스타크래프트 준프로게이머 선발전 입상
- 2012년 4월 Tving 스타리그 2012 24강

### 스타크래프트 II
- 2013년 2월 2013 핫식스 글로벌 스타크래프트 II 리그 시즌 1 코드 A 12강
- 2013년 4월 WCS 코리아 2013 시즌 1 망고식스 글로벌 스타크래프트 II 리그 Code S 32강
- 2013년 5월 2013 WCS Korea Season 1 챌린저리그 32강
- 2013년 7월 2013 WCS 코리아 시즌 2 챌린저리그 12강
- 2013년 9월 2013 WCS 코리아 시즌 3 조군샵 글로벌 스타크래프트 II 리그 32강
- 2013년 10월 2013 WCS 코리아 시즌 3 챌린저리그 24강
- 2014년 1월 TeSL 2013-2014 Season 2 4위
- 2014년 1월 2014 WCS 코리아 시즌 1 핫식스 글로벌 스타크래프트 II 리그 코드 S 32강
- 2014년 6월 2014 WCS 코리아 시즌 2 핫식스 글로벌 스타크래프트 II 리그 코드 S 4강
- 2014년 7월 IEM Season IX - Shenzhen 16강
- 2014년 8월 2014 Taiwan Open 16강
- 2014년 9월 2014 WCS 코리아 시즌 3 핫식스 글로벌 스타크래프트 II 리그 코드 S 16강
- 2014년 9월 2014 DreamHack Open: Moscow 4강
- 2014년 9월 2014 DreamHack Open: Stockholm 16강
- 2014년 11월 2014 DreamHack Open: Winter 20강
- 2014년 12월 IEM Season IX - San Jose 16강
- 2015년 1월 IEM Season IX - Taipei 16강
- 2015년 3월 Gfinity Spring Masters I 8강
- 2015년 5월 Gfinity Spring Masters II 4강
- 2015년 5월 2015 DreamHack Open: Tours 4강
- 2015년 7월 2015 핫식스 글로벌 스타크래프트 II 리그 시즌 3 코드 A 48강
- 2015년 7월 롯데홈쇼핑 2015 KeSPA컵 시즌2 16강
- 2015년 7월 2015 DreamHack Open: Valencia 준우승 (0:3 이원표)
- 2015년 7월 ASUS ROG Summer 2015 8강
- 2015년 8월 Gfinity Summer Masters I 4강
- 2015년 9월 2015 DreamHack Open: Stockholm 16강
- 2015년 12월 2016 핫식스 글로벌 스타크래프트 II 리그 프리시즌 1주차 16강
- 2016년 1월 2016 핫식스 글로벌 스타크래프트 II 리그 시즌 1 코드 A 60강
- 2016년 5월 2016 핫식스 글로벌 스타크래프트 II 리그 시즌 2 코드 S 32강 (기권)
- 2016년 8월 2016 WCS Circuit: Summer Circuit Championship 우승 (4:1 최성훈)
- 2016년 9월 2016 스타크래프트 II KeSPA컵 16강
- 2016년 10월 2016 Kung Fu Cup Season 2 우승
- 2016년 10월 2016 WCS 글로벌 파이널 16강
- 2017년 3월 IEM Season XI - World Championship 24강
- 2017년 10월 2017 WCS 글로벌 파이널 16강
- 2018년 2월 IEM Season XII - World Championship 24강
- 2018년 4월 2018 AfreecaTV GSL Super Tournament 시즌1 8강
- 2018년 4월 2018 글로벌 스타크래프트 II 리그 시즌 2 코드 S 32강
- 2019년 2월 마운틴듀 GSL Season 1 코드 S 32강
- 2019년 4월 2019 마운틴듀 글로벌 스타크래프트 II 리그 시즌 2 코드 S 32강